# Hawajka rdzawa
Hawajka rdzawa (Loxops wolstenholmei) – gatunek małego ptaka z rodziny łuszczakowatych (Fringillidae). Występował endemicznie na hawajskiej wyspie Oʻahu. Ostatni okaz pozyskano w 1893, ostatni raz hawajkę rdzawą widziano w 1901. Gatunek uznano za wymarły.

## Taksonomia
Po raz pierwszy naukowo gatunek opisał baron Walter Rothschild w 1893 na łamach „Bulletin of the British Ornithologists’ Club”. Nowemu gatunkowi nadał nazwę Loxops wolstenholmei. Nazwa ta jest obecnie (2021) uznawana przez Międzynarodowy Komitet Ornitologiczny (IOC). Epitet gatunkowy upamiętnia Teda Wolstenholme’a, który asystował Palmerowi przy zbieraniu okazów dla Rothschilda i jako pierwszy pozyskał hawajkę rdzawą.
Kwestia nazewnictwa tego gatunku jest sporna. Niektórzy autorzy uznawali ją za podgatunek hawajki pąsowej (Loxops coccineus). Dawniej gatunek funkcjonował również jako Loxops rufa. Jako pierwszy gatunek opisał Andrew Bloxam w 1827, nazwał go Fringilla rufa. Dwa osobniki odłowił lub otrzymał w 1825 od lokalnych myśliwych podczas podróży HMS Blonde. Rothschild przekonany był, że wszystkie uprzednio zebrane okazy należały do hawajki pąsowej, a swój pozyskany na Oʻahu uznał za należący do nowego gatunku – hawajki rdzawej. W 1895 zsynonimizował nazwy L. rufa i L. wolstenholmei. Właściwa była jednak nazwa nadana przez Rothschilda, bowiem Fringilla rufa (Bloxam, 1827) okazała się młodszym homonimem Fringilla rufa (Wilson, 1811), nadanej wcześniej dla Fringilla iliaca (Merrem 1786), pasówki rudosternej (Passerella iliaca). Rothschild poprawnie uznał okaz pozyskany przez Bloxama za hawajkę rdzawą; potwierdziły to współczesne badania.
Znanych jest 21 okazów muzealnych, ulokowanych w zbiorach w Berlinie, Bremie, Cambridge (Anglia), Cambridge (Massachusetts), Kassel, Liverpoolu, Nowym Jorku, Filadelfii, Petersburgu, Tring i Wiedniu.

## Morfologia
Długość ciała wynosiła blisko 10 cm. Występował dymorfizm płciowy w upierzeniu. Samiec z wierzchu był rdzawo-pomarańczowy z brązowym nalotem. Skrzydła czarnobrązowe, zewnętrzne chorągiewki piór miały pomarańczowo-zielone krawędzie. Spód ciała pomarańczowoczerwony, jaśniejszy na brzuchu i pokrywach podogonowych. Upierzenie samic oraz osobników młodocianych było szarozielone. Żuchwa była niesymetryczna, zachodząca na górną szczękę z lewej lub prawej (zależnie od osobnika).

## Zasięg, ekologia i zachowanie
Hawajka rdzawa była endemitem Oʻahu (Hawaje). Zamieszkiwały najprawdopodobniej tylko gęste, górskie lasy. Były to energiczne ptaki. Żywiły się gąsienicami i pajęczakami zbieranymi z liści i kory drzew. Okazjonalnie hawajki te zjadały nektar.

## Status
IUCN uznaje hawajkę rdzawą za gatunek wymarły (EX, Extinct). Ostatni okaz, być może dwa, pozyskano 24 kwietnia 1893. Ostatnia pewna obserwacja miała miejsce w 1900 lub 1901; para miała być zlokalizowana w regionie Wahiawa. Prawdopodobnie przyczyna wymarcia była identyczna, co u niektórych pozostałych hawajskich ptaków – niszczenie środowiska, drapieżnictwo ze strony introdukowanych ssaków i choroby.